# Buitenaardse invasie
De buitenaardse invasie is een thema in sciencefictionverhalen en -films. In dergelijke verhalen wordt de aarde aangevallen door buitenaardse wezens die vaak tot doel hebben de mensheid uit te roeien, tot slaaf te maken, of de aarde te koloniseren.

## Achtergrond
Het invasiescenario wordt soms gebruikt als allegorie voor protest tegen een militaire hegemonie en sociale ongelijkheid. Een voorbeeld hiervan is Wells' The War of the Worlds, welke wordt gezien als protest tegen Europese kolonisaties. Tijdens de Koude Oorlog werd de buitenaardse invasie in bepaalde Amerikaanse werken gebruikt als metafoor voor de angst voor bezetting en de nucleaire verwoesting van Amerika. Voorbeelden van dit soort verhalen zijn The Liberation of Earth door William Tenn en The Body Snatchers.
Behalve als subgenre van sciencefiction, wordt de buitenaardse invasie ook gezien als subgenre van invasieliteratuur. 

## Variaties
In de meeste verhalen over een buitenaardse invasie landen de aliens in kwestie in grote aantallen en met veel wapens en machtsvertoon op aarde om mensen te ontvoeren of alles te verwoesten. Doorgaans draait zo'n verhaal vooral om gevechten tussen de buitenaardse indringers en aardse legers. 
Andere variaties zijn:
Buitenaardse infiltratieHierin vallen de buitenaardse wezens niet in grote groepen aan met hun eigen wapens en schepen, maar infiltreren onopvallend in de menselijke gemeenschap door zich te vermommen als mensen. Dit vaak met het doel de mensen eerst te observeren en ze mogelijk elkaar te laten vernietigen door paniek te zaaien. Dit thema werd meerdere keren gebruikt tijdens de Koude Oorlog en speelde in op de angst dat er mogelijk vijandige spionnen rondliepen. Voorbeelden uit deze variant zijn Invasion of the Body Snatchers, Invasion, Threshold, de Animorphs serie, Invader Zim, Robert A. Heinleins The Puppet Masters en het korte verhaal Who Goes There?.
Buitenaarde bezettingEen variant waarin de buitenaardse wezens reeds vroeg aan het begin van het verhaal de aarde veroveren, of dit bij aanvang van het verhaal al gedaan hebben. Het verhaal zelf focust zich dan op de bezetting van de aarde en/of de strijd van een groep mensen tegen de buitenaardse bezetters. Meerdere verhalen uit deze variant zijn gebaseerd op daadwerkelijke bezettingen van landen door een ander land, zoals de bezetting van Europa door nazi-Duitsland gedurende de Tweede Wereldoorlog. Voorbeelden hiervan zijn de serie V, de boekenserie The Tripods, de stripserie Slash Maraud en de videospelserie Half-Life.
Buitenaardse overvalIn deze verhalen hebben de buitenaardse wezens meestal niet de intentie om langere tijd op de aarde te blijven, of zijn niet met genoeg om de hele aarde in één keer te veroveren. In plaats daarvan vallen ze snel aan en gebruiken het verrassingseffect om de aarde te plunderen, of een klein gebied te veroveren van waaruit ze zich voor kunnen bereiden op een grotere invasie. Meestal worden in deze variaties afgelegen locaties als landingsplaatsen uitgekozen door de buitenaardse wezens. Deze variant wordt vooral toegepast in verhalen die zich focussen op een kleine plaats of groep personages. Vooral in b-films uit de jaren 50 was dit een terugkerende variant, zoals in It Came from Outer Space, Teenagers from Outer Space, The Blob, en Plan 9 From Outer Space.
Goedaardige invasieEen variant waarin de buitenaardse wezens geen kwaad in de zin hebben, maar de mensheid juist willen helpen door hun eigen beschaafdere cultuur over te brengen. Deze variant komt minder voor dan de overigen. Voorbeelden zijn The Day the Earth Stood Still, The Questor Tapes en Childhood's End.
Buitenaardse invasie in het verledenEen andere benadering is een buitenaardse invasie due zich in een ver of recent verleden afspeelt. Een voorbeeld is Harry Turtledoves Worldwar & Colonization Serie, waarin reptielachtige buitenaardse wezens de aarde aanvallen in 1942 waardoor de strijdende legers in de Tweede Wereldoorlog haastig een staakt-het-vuren moeten afkondigen om zich eerst te concentreren op deze nieuwe vijand. In het verhaal Sideslip van Ted White en Dave van Arnam belandt een privédetective uit New York in een alternatieve realiteit, waarin een ras van humanoïden de aarde heeft veroverd in 1938 door in te spelen op paniek veroorzaakt door Orson Welles' War of the Worlds-hoorspel.
Niet zelden worden twee of meer variaties door elkaar gebruikt. Bijvoorbeeld waarin buitenaardse wezens eerst infiltreren om de mensheid te bestuderen en dan hun opgedane kennis gebruiken voor een grote aanval.